# Napaea joinvilea
Napaea joinvilea is een vlindersoort uit de familie van de prachtvlinders (Riodinidae), onderfamilie Riodininae.
Napaea joinvilea werd in 2005 beschreven door Hall, J & Harvey.